# Доњецки гребен
Доњецки гребен је североисточни и највиши део Доњецке висоравни. Простире се у Харковској (делимично), Доњецкој и Луганској области у Украјини и (делимично) у Ростовској области у  Русији. Заузима површину од приближно 23 хиљаде км².
На северу се стрмо спушта у долину Северског Доњеца (југ источноевропске низије). Дужина је око 370 км, ширина 160 км.
На источном терену гребена налази се истоимени регионални пејзажни парк Доњецки гребен.
Назив Доњецки гребен предложио је Јевграф Петрович Ковалевски 1827. године.

## Геологија
Доњецки гребен је висораван са равним међугодишњим просторима и долинама које имају планински карактер. Просечна висина површине је 200-300 м. Њена највиша тачка, Могила Мечетна, уздиже се на 367 м надморске висине. Површина је дубоко рашчлањена речним долинама и јаругама.
Геолошка структура гребена обухвата високо дислоциране карбонске, пермске и тријаске наслаге повезане бројним дисконтинуитетима каменог угља (пешчар, аргилит, алевтори, кречњак, угаљ), који имају више километара дебљине. Са њима су повезана велика лежишта угља.
Крашке појаве повезане са растварањем и испирањем ових стена површинским и подземним водама примећују се на местима где су распрострањени депозити кречњака, камене соли и гипсано-анхидритних наслага. Развој камене соли методом подземног откопавања при вађењу слане воде доводи до стварања шупљина – комора, које се делимично затварају под притиском наслаганих стена, што доводи до налегања земљине површине. Сличне појаве се дешавају током интензивног вађења угља у угљеносним подручјима.
Природни пејзаж гребена допуњен је присуством дубоких каменолома, терикона и клизишта. Мелиорација, присуство великог броја бара и великих акумулација значајно утичу на површинско и подземно отицање, изазивајући активирање денудационих процеса и плављење подручја.

## Рељеф
Долине су дубоке, често са избочинама аутохтоних стена на падинама. Сливови имају изглед благо заталасаних равница, скоро потпуно разораних. Карактеристична карактеристика рељефа је присуство облика антропогеног порекла: терикони, каменоломи и други.
Земљишта на ивицама гребена су црнице, а у центру сиви подзоли. У поплавним равницама река и потока налазе се ливадске црнице, ливаде и ритови, углавном са солончакама.
Примери природног пејзажа Доњецког гребена:
- Околина села Русико-Орловка
- Доњецки гребен. Кринка

Примери пејзажа са антропогеним елементима:
- Каменолом у Зугресу
- Ганжонкивсиков резервоар
- Терикон

## Хидрографска мрежа
Сви водотоци гребена подељени су на 3 дела: северни (слив Северског Доњеца), јужни (слив Азовског мора) и западни (слив Дњепра). Тромеђа Авдијевка — Доњецк — Јасинувата може се условно сматрати тачком конвергенције граница слива.
Река Сиверски Доњец протиче у северном делу са притокама које теку са јужних оструга Средње руске висоравни и са северних и западних падина Доњецког гребена.
Јужни део територије обухвата речни слив северне обале Азовског мора, који тече са јужних падина Доњецког гребена и Азовске висоравни. Највећа река је Каљмиус.
У западном делу теку реке дњепарског слива, формирајући свој ток на западним падинама Доњецког гребена и Азовске висоравни. Главна река је Вовча.
Воду из канала Северски Доњец — Донбас до Доњецког гребена доводе четири пумпне станице.

## Клима
Клима је континентална. Ветровне масе које долазе из Азије и степа Нижње Волге изазивају ниске температуре зими уз хладне, а суве вруће ветрове у јесен и лето.
Просечна температура у јануару је −6 … −8 °C, у јулу +20,9 … +22,9 °C. Падавине до 556 мм (на западу). У поређењу са околином, број дана са маглом и снежним покривачем је већи; период без мраза је мањи. Постоји висински појас.

## Вегетација
Флора Доњецког гребена припада степској зони и изражена је углавном степским, шумско-степским и поплавним формацијама флоре.
На местима, у средишту гребена, очуване су површине шума (липа, јасен, јавор), као и шуме храста и јасена (слив реке Кринке).
На Доњецком гребену расте 244 ретке врсте биљака. Утврђено је да 9 врста биљака има континуирани тип просторне структуре популација, 235 врста има изоловани тип, међу последњих 5 врста имају дисјунктивни тип, 43 врсте имају линеарни тип, а 187 врста имају локални тип.
Флора Доњецког гребена:
- Вегетација падина
- Бајрачка шума
- Степске ливаде

## Фауна
Животињски свет представљају степске и шумско-степске врсте, а шумске врсте су честе и на северу и у бајрачким шумама.
Генерално, фауна је веома осиромашена, што је повезано са огромним антропогеним притиском и високим нивоом насељености региона. Фауна обухвата више од 1.500 врста инсеката (реалан број је најмање 10.000 врста) и око 200 врста копнених кичмењака, од којих је најмање 15 наведених у Црвеној књизи Украјине.
На Доњецком гребену могу се наћи следеће ретке врсте кичмењака: Allactaga major, твор, златокрила утва, велика дропља, као и разни мали љиљци (сви наведени у Црвеној књизи).
Некада је овде била разноврсна ловачка фауна, која је данас увелико осиромашила. Међу ловачким сисарима срећу се дивља свиња, срна, европски зец, риђа и степска лисица, вук и друге.
Различите шумске врсте животиња су такође честе у бајрачким шумама и у долини Северског Доњеца на северу гребена. Међу уобичајеним глодарима овде су шумски пух и жутопрси миш, међу сисарима месождерима ту су јазавци и куна златица, шумска сова и голуб гривнаш међу птицама, а међу инсектима су честе и буба јеленак и друге ретке врсте.